# Azuma kagami
L'Azuma kagami (吾妻鏡, aussi 東鑑, Azumi) se réfère au Kantō [関東] ou au bakufu à l'est de Kyoto) est une chronique du shogunat de Kamakura sous le pouvoir de Minamoto no Yoritomo, de 1180 à 1266, qui décrit jour après jour sous la forme d'un journal les événements de cette période. Compilé après cette date sous la directive du shikken et écrite en kanbun kundoku, une forme de chinois classique utilisée au Japon, cet ouvrage capital pour la connaissance de cette période fut incompréhensible pour la plupart des Japonais jusqu'à ce qu'une édition en furigana soit publiée en 1626.
Cet ouvrage est également surnommé Hōjōbon (北条本), en référence au clan Go-Hōjō qui le possédait.

## Histoire
La période couverte par l'Azuma kagami couvre la guerre de Gempei et une partie du shogunat de Kamakura.
Il décrit, ainsi que Nichiren, la grande famine de 1258, que l'on retrouve également dans différents pays d'Europe, à la suite d'un été glacial accompagné de pluies diluviennes provoquées par l'éruption du Samalas en 1257, en Indonésie.

## Astronomie
L'Azuma kagami mentionne plusieurs événements astronomiques, dont la supernova de 1181 dont il est le seul à donner une indication de la luminosité et de la couleur.